# Pandora Papers
Los Pandora Papers (en español «Papeles de Pandora») son un conjunto de 11,9 millones de documentos filtrados, los cuales el Consorcio Internacional de Periodistas de Investigación (ICIJ, por sus siglas en inglés) ha coordinado con periodistas de investigación de distintos países para analizar y publicar historias que sean de interés público. Se anunció su salida el 2 de octubre de 2021 y se inició la publicación de notas vinculadas a partir del día 3 de octubre. La organización describió la filtración de documentos como su filtración más grande de secretos financieros hasta la fecha. En los Pandora Papers, el ICIJ trabajó con 11,9 millones de documentos (2,94 terabytes), lo que hace que esta sea la mayor filtración de datos de sociedades offshore, superando a los Panama Papers, los cuales fueron una filtración de 11,5 millones de documentos confidenciales (2,6 terabytes).
La información está relacionada con diversas cuentas offshore de personalidades, políticos y personas con gran cantidad de dinero. Algunas de las personas nombradas enfrentan acusaciones de corrupción, lavado de dinero o evasión fiscal.
Los países cuyos políticos más aparecen en los documentos de Pandora son Ucrania (35 políticos) y Rusia (19). En América, destacan Honduras (11 políticos), Colombia (11), y Brasil (9).

## Principales hallazgos
Según se describe en los primeros medios que expusieron la investigación de «secretos financieros de 35 líderes mundiales, de más de 330 funcionarios públicos de unos 90 países, de empresarios que figuran en los rankings de Forbes, y una larga lista de evasores que operaron en las sombras». Según se expresó, no necesariamente es ilegal la tenencia de una empresa offshore, pero sí puede servir de pantalla para diversos delitos, como el lavado de activos o el terrorismo.
Los distintos periodistas que participaron en el análisis de la información, lograron determinar que existen vínculos entre las empresas offshore y líderes políticos, empresarios, personas vinculadas a las finanzas así como también artistas. Se determinó que «35 líderes mundiales escondieron su fortuna en paraísos fiscales». Entre estos se encuentra el rey Abdalá II de Jordania, el primer ministro de la República Checa Andrej Babis, y los presidentes de Chile y Ecuador, Sebastián Piñera y Guillermo Lasso, respectivamente. Entre los famosos vinculados a esta filtración se encuentran Shakira, Pep Guardiola, Julio Iglesias, Chayanne, Claudia Schiffer, Ringo Starr, Elton John o el escritor Mario Vargas Llosa.

## Firmas involucradas
Los archivos filtrados proceden de 14 proveedores de servicios offshore estudios jurídicos, que ayudan a sus clientes a crear compañías en jurisdicciones secretas.
| Firma                               | Documentos | Periodo   | Ubicación                    | Año de fundación |
| ----------------------------------- | ---------- | --------- | ---------------------------- | ---------------- |
| All About Offshore Limited          | 270 328    | 2002–2019 | Seychelles                   | 2007             |
| Alemán, Cordero, Galindo & Lee      | 2 185 783  | 1970–2019 | Panamá                       | 1985             |
| Alpha Consulting Limited            | 823 305    | 1996–2020 | Seychelles                   | 2008             |
| Asiaciti Trust Asia Limited         | 1 800 650  | 1996–2019 | Hong Kong                    | 1978             |
| CCS Trust Limited                   | 149 378    | 2001–2017 | Belice                       | 2005             |
| CIL Trust International             | 459 476    | 1996–2019 | Belice                       | 1994             |
| Commence Overseas Limited           | 8661       | 2004–2017 | Islas Vírgenes Británicas    | 1992             |
| Demetrios A. Demetriades LLC        | 469 184    | 1993–2021 | Chipre                       | 1966             |
| Fidelity Corporate Services Limited | 213 733    | 1998–2019 | Islas Vírgenes Británicas    | 2005             |
| Glenn D. Godfrey and Company LLP    | 189 907    | 1980–2019 | Belice                       | 2003             |
| Il Shin                             | 1 575 840  | 1996–2020 | Hong Kong                    | 2004             |
| Overseas Management Company Inc     | 190 477    | 1997–2020 | Panamá                       | 1961             |
| SFM Corporate Services              | 191 623    | 2000–2019 | Suiza Emiratos Árabes Unidos | 2006             |
| Trident Trust Company Limited       | 3 375 331  | 1970–2019 | Islas Vírgenes Británicas    | 1986             |

## Análisis de medios

### Arabia Saudí
Varios miembros y allegados de la familia real saudí se vieron involucrados a través de empresas petroleras y sus filiales.

### Argentina
Los involucrados en las sociedades offshore figura diversas personas, tales como vinculados a la política (Jaime Durán Barba, Zulemita Menem, Mariano Macri, Cristian Ritondo), así como también personas vinculadas a causas de corrupción políticaaparecían en los Papeles Bulgheroni, Galperin, Rocca, Pérez Companc, Roemmers, Sigman-Gold, Werthein, Macri Eurnekian, Elsztain. Muchas de estas familias recurrieron a paraísos fiscales para realizar  maniobras inversiones inmobiliarias y financieras, gestionar herencias evadiendo al fisco: Bulgheroni, Galperin, Rocca,Gregorio Pérez Companc, Roemmers, Sigman-Gold, Gerardo Werthein, Eurnekian y De Narváez quienes recurrieron a compañías, fundaciones y fideicomisos radicados en Islas Vírgenes Británicas, Belice, Panamá, Bahamas y Nueva Zelanda.  A su vez también aparecen personalidades vinculadas a ambientes deportivos tales como Javier Mascherano, Ángel Di María y Humberto Grondona.

### Chile

#### Familias de empresarios mencionadas
En la filtración son mencionadas diversas familias de empresarios de Chile, entre ellas la del presidente de la República, Sebastián Piñera. También aparecen en los documentos las familias Morel, Luksic, Délano Méndez, Cortés Solari y Cueto Plaza, además de Leonardo Farkas, Holger Paulmann, Óscar Aitken (albacea de Augusto Pinochet) y los accionistas de la AFP PlanVital.

#### Acusación constitucional contra Sebastián Piñera e investigación judicial
Producto de la participación de Sebastián Piñera en los documentos revelados en el caso, la oposición parlamentaria anunció el 5 de octubre de 2021 la presentación de una acusación constitucional para destituirlo como presidente de la República.
El 4 de octubre de 2021 el fiscal nacional Jorge Abbott instruyó a la Unidad Especializada Anticorrupción analizar antecedentes difundidos relativos a la compraventa de la Mina Dominga con el fin de determinar si ameritan o no la apertura de una investigación penal. El 8 de octubre la Fiscalía Nacional decidió abrir una investigación de oficio contra Piñera por el caso de la compraventa de la minera Dominga.

### Colombia
En la filtración se mencionan 588 personas naturales y jurídicas de Colombia. Entre estas personas están los expresidentes César Gaviria y Andrés Pastrana Arango. También funcionarios del gobierno al momento de la filtración, como la vicepresidente Marta Lucía Ramírez y la ministra de Transporte Ángela María Orozco, por una participación en un negocio en las Islas Vírgenes Británicas junto a otro inversionista condenado por lavado de activos. También aparecen en la filtración el director de la DIAN Lisandro Junco, el embajador de Colombia en Chile Guillermo Botero y el embajador de Colombia en China Luis Diego Monsalve. Varios miembros de la familia Char, uno de los grupos más ricos y con influencia política de la Costa Caribe, también son nombrados en los Pandora Papers. Además de algunos millonarios, excongresistas, grupos familiares y procesados por la justicia.

### Ecuador
En la investigación de los “Pandora Papers”, el presidente ecuatoriano Guillermo Lasso, empresario y banquero, aparece nombrado y habría llegado a operar 14 sociedades inscritas en paraísos fiscales en Panamá, Dakota del Sur y Delaware. El diario El Universo explica que Lasso se habría deshecho de esas entidades en 2017, antes de presentarse a las elecciones. La investigación reveló que Lasso habría reemplazado una fundación panameña que hacía pagos mensuales a sus familiares cercanos, por un fideicomiso con sede en Dakota del Sur, en Estados Unidos.
Por su parte, el presidente Lasso sostiene que no tiene "ninguna relación de propiedad, control, beneficio o interés de ningún tipo" con esos fideicomisos, y que siempre ha cumplido con la ley ecuatoriana, según declaraciones dadas al diario ecuatoriano. La comisión de la Asamblea Nacional que investiga al presidente ecuatoriano Guillermo Lasso por los Papeles de Pandora comienza el lunes 18 de octubre de 2021 a escuchar testimonios de los más de cuarenta testigos que piensa convocar, entre ellos la esposa y al menos un hijo del mandatario. La investigación espera concluir su informe el 6 de noviembre, para verificar si el presidente violo la ley que se desprende de la consulta popular de 2017.

### Honduras
La filtración involucra a distintos líderes políticos de ese país, entre ellos el expresidente Porfirio Lobo Sosa y su esposa Rosa Elena Bonilla, como beneficiarios de sociedades offshore en Panamá. También aparecen nombrados en la misma red su hijo y exdiputado del Congreso hondureño, Jorge Lobo, y el exfuncionario Wilfredo Cerrato Durón (padre del exsecretario de Finanzas y expresidente del Banco Central hondureño, Wilfredo Cerrato).
De igual modo, la filtración incluyó como beneficiarios de sociedades offshore a Ricardo Álvarez y Nasry Asfura, alcaldes de Tegucigalpa durante los periodos 2006-2014 y 2014-2022, respectivamente. El último de ellos fue candidato a la presidencia de ese país durante las elecciones generales de Honduras de 2021. El titular de la Secretaría de Promoción de Inversiones entre 2014 y 2015, Yankel Rosenthal, también fue mencionado en la investigación.

### México
El expresidente Enrique Peña Nieto también se vio involucrado por varias personas de su entorno las cuales acumulan empresas offshore, a su vez también se determino que el dinero de los políticos mexicanos en gran parte desembarca en paraísos fiscales.
Del gobierno de Andrés Manuel López Obrador, se encuentran involucrados el exconsejero jurídico de la presidencia, Julio Scherer, y el secretario de comunicaciones y transporte, Jorge Arganis Díaz Leal, así como el senador Armando Guadiana.

### Paraguay
Entre las figuras más destacadas aparece el exmandatario Horacio Cartes, que creó tres empresas ficticias en Panamá, así como miembros de su familia cercana.

### República Dominicana
La investigación señala también la vinculación de Luis Abinader, presidente de República Dominicana, con dos sociedades en Panamá, Littlecot Inc. y Padreso SA, ambas creadas antes de jurar el cargo, según la investigación de Noticias Sin. Según el medio dominicano, las acciones de estas sociedades eran "al portador", "un instrumento utilizado para ocultar los beneficiarios de las compañías". Abinader "se registró públicamente como beneficiario en 2018, tres años después de que entrase en vigor una ley que obliga a las empresas a divulgar la identidad de sus dueños", señala El País.
"Al ser investido presidente, en 2020, el mandatario declaró nueve sociedades offshore que controlaba a través de un fideicomiso. Abinader asegura que no tiene ninguna participación en la administración del mismo".

#### Margarita Cedeño
Las revelaciones realizada por la periodista Alicia Ortega sobre los dominicanos que figuran en la investigación del Consorcio Internacional de Periodistas de Investigación, denominada Pandora Papers, aparece el nombre de la exvicepresidenta Margarita Cedeño.
De acuerdo con la investigación publicada por Alicia Ortega en el Informe, Cedeño recibió poderes de una offshore creada en Panamá en la recta final de la campaña electoral que llevaría al expresidente Leonel Fernández al Palacio Nacional por segunda vez en 2004.

#### Senadores Dominicanos
Los senadores de las provincias María Trinidad Sánchez y Dajabón, Alexis Victoria Yeb y David Sosa, son dos legisladores que de acuerdo con la investigación Pandora Papers, también figuran con empresas Offshore  en el extranjero.

#### Reacción del gobierno dominicano
Homero Figueroa, vocero de la Presidencia de la República, dijo que los diarios Washington Post y El País reconocieron la transparencia del presidente Luis Abinader en el manejo de sociedades Offshore develadas por la investigación de los Papeles de Pandora.

### Uruguay
La Secretaría Nacional de Lucha contra el Lavado de Activos y Financiamiento del Terrorismo de la Presidencia de Uruguay inició de oficio la investigación del caso para conocer los roles de la Firmas de abogados con sede en Montevideo con el objetivo de brindar entidades offshore a clientes de todo el mundo como intermediarios de Alcogal.

### Venezuela
Los Pandora Papers también revelaron negocios ilícitos del chavismo en paraísos fiscales. Con la ayuda del bufete de abogados panameño Alemán, Cordero, Galindo & Lee (Alcogal), el régimen creó y legalizó 51 de las 78 empresas fantasmas que sirvieron de vehículo para el blanqueo de hasta 2000 millones de dólares en pagos de sobornos y comisiones a funcionarios venezolanos, originados en la Banca Privada de Andorra. Según la investigación del ICIJ, Venezuela ocupa el séptimo lugar en la lista con más personas que llevaron a cabo estas prácticas, por detrás de países como Rusia —que figura como principal nación—, Argentina, China, Brasil y Ucrania. Las cifras revelan que son 1212 venezolanos propietarios de compañías en paraísos fiscales y 863 empresas con beneficiarios venezolanos. En el caso específico de Venezuela la lista se centra en Rafael Ramírez Carreño, exministro de Petróleo y hombre de confianza del presidente Hugo Chávez. Los Pandora Papers también tienen identificados a exfuncionarios y otros empresarios ligados al chavismo como Nervis Villalobos, Javier Alvarado, Diego Salazar, Luis Mariano Rodríguez, Eudomario Carruyo y Omar Farías. Se encontraron nuevos detalles del ex edecán Adrián José Velásquez Figueroa residente en España y su conexión con el empresario Raúl Gorrín.